# Jul Nangal
République fédérale démocratique d'Éthiopie
Jul Nangal (Ge'ez: ጁል ናንጋል) est un des 112 membres du Conseil de la Fédération éthiopien. Il est un des 4 conseillers de l'État des peuples Gambela et représente le peuple Anuak.